# 30 ق هـ
30 ق هـ هي السنة الثلاثون السابقة للهجرة النبوية، وهي توافق ما بين سنتي 592 و593 حسب التقويم الميلادي، أي أنها بدأت في سنة 592م وانتهت في سنة 593م.

## مواليد
- يعلى بن أمية التميمي من مشاهير الصحابة.
- فاطمة بنت عتبة بن ربيعة
- عمرو بن أبي عمرو
- سويد بن كراع العكلي
- العاص بن منبه
- أبو قيس بن الوليد بن المغيرة
- الهذيل بن عمران التغلبي